# 登鸛鵲楼
『登鸛鵲楼』（鸛鵲楼に登る、かんじゃくろうにのぼる）は、唐の詩人・王之渙が詠んだとされる五言絶句。

## 本文
| 登鸛鵲樓   | 登鸛鵲樓                                            | 登鸛鵲樓                                           |
| ---------- | --------------------------------------------------- | -------------------------------------------------- |
| 白日依山盡 | 白日 山に依りて尽き はくじつ やまによりてつき       | 輝く太陽が西の山々に沈みゆき、                     |
| 黄河入海流 | 黄河 海に入りて流る こうが うみにいりてながる       | 眼下の黄河は海に向かって奔流する。                 |
| 欲窮千里目 | 千里の目を窮めんと欲し せんりのめをきわめんとほっし | この雄大な眺めを千里の彼方まで見きわめようとして、 |
| 更上一層樓 | 更に上る 一層の楼 さらにのぼる いっそうのろう       | さらに一階、上へ高楼（たかどの）を登る。           |

平声の「流」「樓」で押韻する。

## 解釈

唐代の鸛鵲楼の位置

黄河の中洲にそびえる鸛鵲楼から一望する雄大な情景と、それを目にした作者の高揚感を、緻密な構成と力強い筆致で描いている。当時の鸛鵲楼は高い城壁の上に築かれた三層の楼閣であり、名山大河に囲まれた風景絶佳の地として多くの詩人が詩を賦した名所だった。
起句
- 「白日依山盡」 - 「輝く夕日が山へ寄り添うように沈んでゆく」あるいは「真昼の太陽の光線が全天を覆って山並みへもたれるように尽き極まっている」と解釈は別れる[2][7]。前者の場合、山は中条山脈でなく西方の陝西の山並みとなる[4]。

承句
- 「黄河入海流」 - 海は鸛鵲楼からは遠い東の果てにあり、黄河が海に流れ込む様は到底見るべくもない[2]。そこを敢えてこう描写することで、はるか地の果てまで流れ続ける黄河の滔々とした奔流のエネルギーを感じさせ[2]、中国の長い歴史と広大な空間を連想させる[7]。

転句
- 「千里目」 - 彼方まで見渡せる眺望[8]。「千里」はむろん実際の距離ではなく[8]、『楚辞』招魂にある「目は千里を極めて春心を傷（いた）ましむ」を踏まえている[5]。『山海経』や『水経注』には、黄河はその水源から千里ごとに九回屈折して東海に注ぐとあり[5]、ちょうどその屈折点に近い鸛鵲楼から千里先の河口を望まんとする意気とも読める[5]。

結句
- 「更上一層樓」 - 「一層」で一階を意味し、一句全体で「さらにもう一階、楼の上に登る」という意味になる[8]。

起句と承句、転句と結句がそれぞれ対句という、いわゆる全対格（ぜんついかく）となっている。さらに細かく見ると、起句と承句では「白」「黄」という色の対句、「山」「海」という地形の対句を置いている。転句と結句では「千」「一」という数の対句を置き、かつ二句が意味上で進展のある対句、いわゆる流水対（りゅうすいつい）となっている。このように緻密な対句構成をとりながら、全体として技巧を感じさせない自然な味わいを実現させている。
前半で雄大な眺望、後半で作者の高揚した心境を述べ、気宇壮大なクライマックスで終えるが、登ったあとの景色や感想を全く示さず読者に委ねたことで、深い余韻を残すことに成功している。

## 制作
現在刊行されている総集の類は殆どがこの詩を王之渙の作としているが、近年では考証の末、この詩を朱斌（しゅひん）の作とする見方が有力になっている。論拠として次のような点が挙げられている。
- この詩が見られる最古の総集は、盛唐の芮丁章 (ぜいていしょう) が編んだ『国秀集』巻下だが[12]、これには処士朱斌の『登楼』として収録されている[11]。『国秀集』巻下では王之渙の詩三首を別途掲載しており、編者の芮丁章は『登楼』を王之渙のものでないと認識していたはずである[11]。
- 王之渙のやや後輩にあたる李翰は『河中の鸛鵲楼集の序』で鸛鵲楼にまつわる詩とその作者に言及しているが、ここに王之渙の名は無い[11]。
- 中唐の張著（ちょうちゃく）による『翰林盛事』ではこの詩は初唐の朱佐日（しゅさじつ）の作としている[12]。
- この詩が王之渙の作として流布されるようになったのは北宋以降である[12]。

朱斌なる無名詩人の事跡は記録がなく不詳である。

## 評価

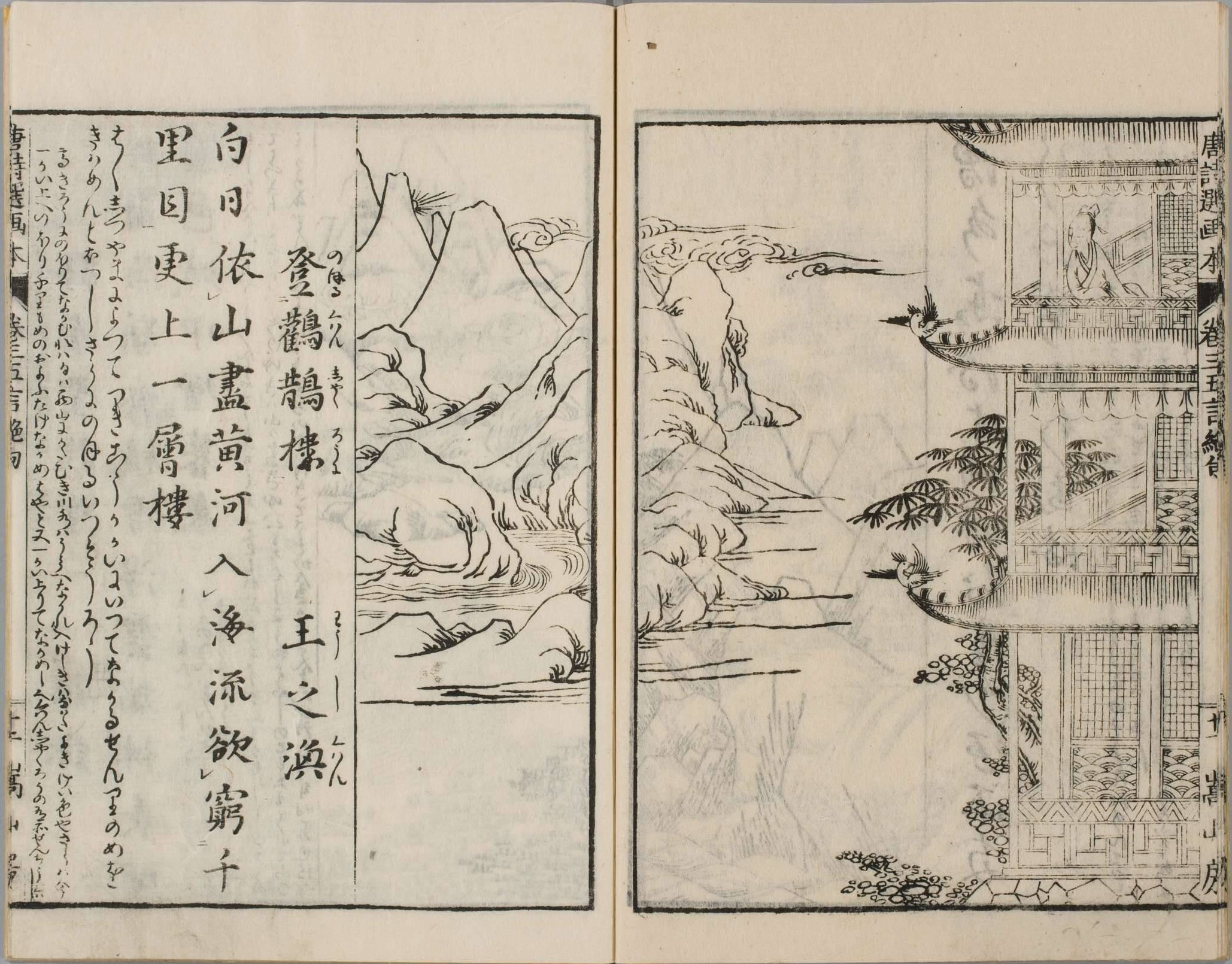
『唐詩選画本』より

この詩は古くより五言絶句の絶唱として人口に膾炙してきた。
北宋の沈括は『夢渓筆談』で「鸛鵲楼で詩を賦した唐の詩人は多いが、その眺望を見事に描写できたのは李益、王之渙、暢諸の三篇だけだ」と記した。

## 影響
鸛鵲樓は6世紀に建てられてより何度か再建を繰り返したが、それが詩跡として現代まで受け継がれてきたのは主としてこの作品の影響力に基づくと言ってよい。